# Condado de Kings (Nueva Escocia)
El Condado de Kings (en inglés: Kings County) es un condado de la provincia canadiense de Nueva Escocia.

## Historia
Los primeros habitantes de la costa, valle y el interior del Condado de Kings, fueron los micmac. La evidencia arqueológica de los sitios en el área de vivienda de los micmac se remonta miles de años. Los micmac eran un pueblo seminómadas que seguían a las fuentes de alimentos de temporada. Sus vidas cambiarán para siempre con la llegada de los europeos.

## Demografía
En 2011, el condado de Kings poseía un total de 60.589 habitantes.

## Comunidades
- Kentville
- Berwick
- Wolfville